# Elachista mongolica
Elachista mongolica é uma espécie de insetos lepidópteros, mais especificamente de traças, pertencente à família Elachistidae. Foi descrita por Parenti em 1991. É encontrada na Mongólia.